# Michiel Meurs
Adriaan Michiel Meurs (Le Vésinet (Frankrijk), 5 november 1950) is de voormalig Nederlands financieel topman van Ahold.
Hij werd in Frankrijk geboren als zoon van de Nederlandse diplomaat Tj.A. Meurs. Tot zijn 11-de ging hij in Frankrijk naar school en daarna zat hij op een kostschool in Zeist. Na zijn middelbare school studeerde hij een jaar aan een universiteit in de Colombiaanse hoofdstad Bogota waar zijn vader toen ambassadeur was. Vervolgens studeerde hij economie in Rotterdam en bedrijfskunde in Delft. In 1976 begon hij zijn carrière bij de ABN. Na de fusie met de AMRO Bank tot de ABN AMRO maakt hij in 1992 de overstap naar Ahold waartoe onder andere de supermarkt Albert Heijn behoorde.
Hij was in het boekhoudschandaal rond Ahold verantwoordelijk voor het tekenen van de zogenaamde side letters, waardoor Ahold de volledige omzet van dochterbedrijven bij de omzet van Ahold zelf kon optellen, terwijl in werkelijkheid Ahold niet de volledige zeggenschap had over die dochterbedrijven.
Op 22 mei 2006 werd Meurs veroordeeld tot 9 maanden voorwaardelijke celstraf en een boete van 225.000 euro. Na drie jaar onderhandelen werd in oktober 2007 een civiele schikking getroffen, Cees van der Hoeven betaalde 5 miljoen euro vergoeding aan het Ahold concern, en Meurs 600.000 euro. In de strafzaak werd Meurs op 28 januari 2009 door het gerechtshof te Amsterdam veroordeeld tot een voorwaardelijke gevangenisstraf van 6 maanden, een werkstraf van 240 uur en een geldboete van € 100.000.
Van 2003 tot 2007 was hij onafhankelijk consultant. Sinds juni 2007 is hij Chief Financial Officer (CFO; financieel directeur) en Chief Administrative Officer van het farmabedrijf Pantarhei Bioscience.